# Élections aux Cortes de Castille-et-León de 1999
Les élections aux Cortes de Castille-et-León de 1999 (en espagnol : Elecciones a las Cortes de Castilla y León de 1999) se sont tenues le dimanche 13 juin 1999 afin d'élire les quatre-vingt-trois députés de la cinquième législature des Cortes de Castille-et-León, parlement de la communauté autonome.
Le scrutin voit la victoire du  Parti populaire de Castille-et-León (PPCyL), qui obtient une nouvelle majorité absolue en voix et sièges, très légèrement diminuée.

## Contexte
La Castille-et-León, politiquement instable au cours des années 1980, s'affirme comme un bastion du Parti populaire (PP) compter de 1991.
Ainsi, lors des précédentes élections du 28 mai 1995, le PPCyL vire largement en tête, rassemblant 53,5 % des voix et 50 sièges de députés sur 84. Pour la deuxième fois, il s'impose dans les neuf provinces, échouant à remporter la majorité absolue des voix uniquement dans celle de León. Deuxième et loin derrière, le Parti socialiste de Castille-et-León-PSOE (PSCyL-PSOE) doit se contenter de 30,4 % des suffrages et 27 députés, ce qui constitue à l'époque son pire résultat historique. Cette déroute fait les affaires de la Gauche unie (IU), qui atteint 9,8 % et s'adjuge ainsi 5 députés. Enfin, l'Union du peuple léonais (UPL) parvient à rassembler 2,6 % des voix, ce qui lui permet d'obtenir 1 siège et devenir le premier parti régionaliste doté d'une représentation parlementaire dans cette communauté autonome.
Les élections municipales, tenues le même jour, confirment cet ordre d'arrivée. Le PP, en tête, compte 49,1 % des suffrages, suivi du PSOE avec 30,2 % et d'IU et ses 7,7 %. Ainsi, dans les principales villes, c'est l'hécatombe socialiste, en ce qu'ils perdent Palencia, Salamanque, Valladolid, Zamora, ainsi que quatre villes de plus de 20 000 habitants. Les conservateurs, qui se maintiennent à Ávila, Burgos, León, Ségovie et Soria, réalisent un grand chelem en prenant le gouvernement des treize principales communes de la région. Ils arrivent ainsi à s'emparer de la députation provinciale de León, la seule qu'ils ne contrôlaient pas encore.
Aux élections législatives anticipées du 3 mars 1996, le PP confirme sa position dominante avec 52,5 %, ce qui lui permet d'obtenir 22 députés sur les 33 à élire dans les neuf provinces de la Castille-et-León. Le PSOE se maintient deuxième et relativement loin, puisqu'il engrange 35 % des voix et les 11 sièges restants.
En juin 1998, le PSOE organise dans toutes ses fédérations des primaires internes pour désigner ses chefs de file. Seul Jaime González, vice-secrétaire général du PSCyL-PSOE et deuxième vice-président des Cortes, se porte candidat, se voyant d'office investi.

## Mode de scrutin

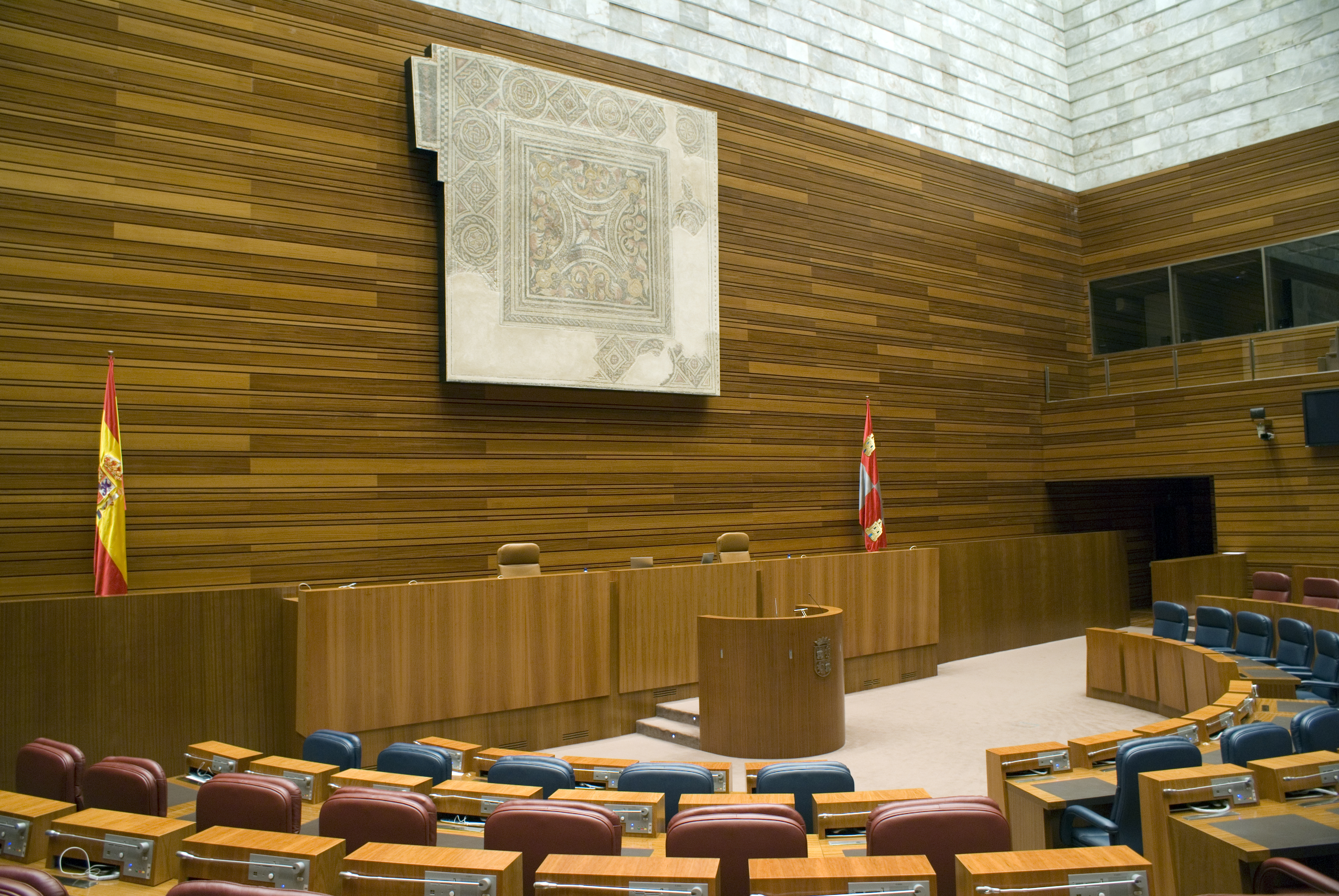
Salle des séances des Cortes de Castille-et-León.

Les Cortes de Castille-et-León se composent de 83 députés (en espagnol : procuradores), élus pour un mandat de quatre ans au suffrage universel direct, suivant le scrutin proportionnel à la plus forte moyenne d'Hondt. Toutefois, le nombre de parlementaires n'est pas fixe : chaque province en a trois d'office, puis un supplémentaire pour 45 000 habitants ou fraction supérieure à 22 500.
Chaque province constitue une circonscription, à raison de 7 sièges pour Ávila, 11 sièges pour Burgos, 14 sièges pour León, 7 sièges pour Palencia, 11 sièges pour Salamanque, 6 sièges pour Ségovie, 5 sièges pour Soria, 14 sièges pour Valladolid et 8 sièges pour Zamora. Seules les forces politiques – partis, coalitions, indépendants – ayant remporté au moins 3 % des suffrages exprimés au niveau d'un territoire provincial participent à la répartition des sièges.

## Campagne

### Partis et chefs de file
| Parti | Parti                                                                                | Chef de file                            | Idéologie                                         | Score en 1995              |
| ----- | ------------------------------------------------------------------------------------ | --------------------------------------- | ------------------------------------------------- | -------------------------- |
|       | Parti populaire de Castille-et-León Partido Popular de Castilla y León               | Juan José Lucas (Président de la Junte) | Centre droit Conservatisme, démocratie chrétienne | 53,5 % des voix 50 députés |
|       | Parti socialiste de Castille-et-León-PSOE Partido Socialista de Castilla y León-PSOE | Jaime González                          | Centre gauche Social-démocratie, progressisme     | 30,4 % des voix 27 députés |
|       | Gauche unie Izquierda Unida                                                          | José Antonio Herreros                   | Gauche Écosocialisme, communisme, républicanisme  | 9,8 % des voix 5 députés   |

## Résultats

### Voix et sièges
| Inscrits                                     | Inscrits                 | Inscrits                 | 2 185 507 |             |                      |                      |
| Abstentions                                  | Abstentions              | Abstentions              | 672 360   | 30,76 %     |                      |                      |
| Votants                                      | Votants                  | Votants                  | 1 513 147 | 69,24 %     |                      |                      |
|                                              |                          |                          |           |             |                      |                      |
| Bulletins enregistrés                        | Bulletins enregistrés    | Bulletins enregistrés    | 1 513 147 |             |                      |                      |
| Bulletins blancs ou nuls                     | Bulletins blancs ou nuls | Bulletins blancs ou nuls | 53 080    | 3,51 %      |                      |                      |
| Suffrages exprimés                           | Suffrages exprimés       | Suffrages exprimés       | 1 460 067 | 96,49 %     | 83 sièges à pourvoir | 83 sièges à pourvoir |
|                                              |                          |                          |           |             |                      |                      |
| Liste                                        | Tête de liste            |                          | Suffrages | Pourcentage | Sièges acquis        | Var.                 |
| Parti populaire de Castille-et-León          | Juan José Lucas          |                          | 737 982   | 50,54 %     | 48 / 83              | 2                    |
| Parti socialiste de Castille-et-León-PSOE    | Jaime González           |                          | 483 675   | 33,13 %     | 30 / 83              | 3                    |
| Gauche unie                                  | José Antonio Herreros    |                          | 79 390    | 5,44 %      | 1 / 83               | 4                    |
| Union du peuple léonais                      | Joaquín Otero            |                          | 54 158    | 3,71 %      | 3 / 83               | 1                    |
| Terre commune - Parti nationaliste castillan | Juan Carlos Rad          |                          | 20 274    | 1,39 %      | 1 / 83               | 1                    |
| Autres listes                                | Néant                    |                          | 84 588    | 5,79 %      | 0 / 83               |                      |

### Analyse
Après l'embellie de 1995, la participation électorale passe de nouveau sous la barre des 70 %. En cause, 35 000 inscrits qui décident de ne pas se rendre aux urnes.
Ce comportement affecte en premier lieu le Parti populaire de Castille-et-León, qui perd 68 000 suffrages en quatre ans. Si cela ne l'empêche pas de reconduire sa majorité absolue en voix et sièges, il perd tout de même 2 élus et passe sous le seuil des 50 % dans les provinces de Burgos, León et Valladolid. Il réalise cependant un troisième grand chelem consécutif en s'imposant dans les neuf provinces de la région. Toujours deuxième et incapable de contester la domination conservatrice, le Parti socialiste de Castille-et-León-PSOE réussit toutefois à se redresser, puisqu'il progresse de 25 000 voix et s'empare de 3 nouveaux mandats parlementaires. Il progresse ainsi nettement dans les circonscriptions de Burgos, Palencia et Valladolid. Entre les deux formations, l'écart se resserre tout en restant net, passant de 347 000 à 254 000 suffrages.
Cette amélioration socialiste se fait au détriment de la Gauche unie, qui perd la moitié de ses voix et 80 % de ses représentants. En recul de toutes les provinces, elle ne dépasse les 10 % nulle part et tombe même sous les 3 % dans la province de Zamora. En conséquence, elle ne sauve qu'un seul élu, en Valladolid. L'Union du peuple léonais progresse encore, grâce à sa candidature dans la seule province de León, où elle engrange 18,5 % des voix et alors que cette circonscription compte, avec Valladolid, le plus grand nombre de mandats. Enfin, c'est en Burgos, où elle fait une percée à 7,5 %, que la formation nationaliste castillane Terre commune - Parti nationaliste castillan conquiert son unique siège.

### Conséquences
Le 13 juillet, Juan José Lucas est investi président de la Junte pour un troisième mandat. Au mois d'octobre 2000, Ángel Villalba prend la suite de Jesús Quijano comme secrétaire général du PSCyL-PSOE.